# Robert Campbell (futbolista)
Robert Campbell (Glasgow, Escocia, 28 de junio de 1922 - Brístol, Inglaterra, 4 de mayo de 2009) fue un futbolista y director técnico escocés. Se desempeñaba en la posición de centrocampista.

## Selección nacional
Fue internacional con la selección de fútbol de Escocia en 5 ocasiones y marcó 1 gol. Debutó el 27 de mayo de 1950, en un encuentro amistoso ante la selección de Francia que finalizó con marcador de 1-0 a favor de los escoceses.

## Clubes

### Como futbolista
| Club          | País       | Año         |
| ------------- | ---------- | ----------- |
| Falkirk F. C. | Escocia    | 1946 - 1947 |
| Chelsea F. C. | Inglaterra | 1947 - 1954 |
| Reading F. C. | Inglaterra | 1954 - 1958 |

### Como entrenador
| Club            | País       | Año         |
| --------------- | ---------- | ----------- |
| Dumbarton F. C. | Escocia    | 1961 - 1962 |
| Bristol Rovers  | Inglaterra | 1977 - 1980 |
| Gloucester City | Inglaterra | 1980 - 1982 |